# John McCoy
John McCoy je britský baskytarista a kytarista, který spolupracoval s mnoha skupinami a hudebníky, mezi které patří i Ian Gillan, Atomic Rooster, UK Subs nebo Curved Air.